# Tad Williams
Robert Paul "Tad" Williams (São José, Califórnia, 14 de março de 1957) é um autor estadunidense de vários romances de fantasia e ficção científica, incluindo Tailchaser's Song, as séries Memory, Sorrow, and Thorn, Otherland, e The War of the Flowers.
Williams está neste momento a escrever a série Shadowmarch, cujo primeiro volume foi publicado em novembro de 2004. O segundo volume, Shadowplay, foi publicado em março de 2007. O volume final actualmente intitulado Shadowrise está a ser escrito.

## Biografia
Tad Williams nasceu em San Jose, Califórnia, em 14 de março de 1957. Ele cresceu em Palo Alto. Ele frequentou a Palo Alto Senior High School. Sua família era unida e ele e seus irmãos sempre foram incentivados em sua criatividade. Sua mãe deu-lhe o apelido de "Tad" devido aos jovens personagens da tira de jornal de Walt Kelly, Pogo. O personagem semiautobiográfico Pogo Cashman, que aparece em algumas de suas histórias, é uma referência ao apelido.
Williams e sua esposa e sócia Deborah Beale vivem no norte da Califórnia com seus dois filhos.

### Osten Ard

#### Prequelas
- Brothers of the Wind (2021)
- The Splintered Sun (2024)

#### Memory, Sorrow, and Thorn
1. The Dragonbone Chair (1988) no Brasil: O Trono de Dragonbone (Siciliano, 1989)
2. Stone of Farewell (1990)
3. To Green Angel Tower (1993)

- Noveleta - "The Burning Man" (Legends) 1998
- Graphic Novel - The Burning Man

#### Osten Ard
1. The Heart of What Was Lost (2017)

#### The Last King of Osten Ard
1. The Witchwood Crown (2017)
2. Empire of Grass (2019)
3. Into the Narrowdark (2022)
4. The Navigator's Children (2024)

### Otherland
1. City of Golden Shadow (1996)
2. River of Blue Fire (1998)
3. Mountain of Black Glass (1999)
4. Sea of Silver Light (2001)

- Noveleta - "The Happiest Dead Boy in the World" (Legends II, 2004)
- Noveleta - "The Boy Detective of Oz" (Oz Reimagined: New Tales from the Emerald City and Beyond, 2013)
- Novela - "The Deathless Prince and the Peach Maiden: An Otherland Novella" (a publicar, 2025)

### Shadowmarch
1. Shadowmarch (2004)
2. Shadowplay (2007)
3. Shadowrise (2010)
4. Shadowheart (2010)

### Série Ordinary Farm
Escrito com Deborah Beale (sua esposa)
1. The Dragons of Ordinary Farm (2009)
2. The Secrets of Ordinary Farm (2011)
3. The Heirs of Ordinary Farm (a publicar)

### Bobby Dollar
1. The Dirty Streets of Heaven (2012)
2. Happy Hour in Hell (2013)
3. Sleeping Late on Judgement Day (2014)
4. God Rest Ye Merry, Gentlepig (2014)

### Livros isolados
- Tailchaser's Song (1985)
- Child of an Ancient City (1992), escrito com Nina Kiriki Hoffman
- Caliban's Hour (Hardcover 1994)
- The War of the Flowers (2003)